# Orthemis flavopicta
Orthemis flavopicta is een libellensoort uit de familie van de korenbouten (Libellulidae), onderorde echte libellen (Anisoptera).
De wetenschappelijke naam Orthemis flavopicta is voor het eerst geldig gepubliceerd in 1889 door Kirby.